# Пензено
Пензено  — поселок в Большечерниговском районе Самарской области, административный центр сельского поселения Пензено. 

## География
Находится на расстоянии примерно 27 километров по прямой на запад от районного центра села Большая Черниговка.

## История
Основано в конце XIX века на земле землевладельца Пензина в виде хутора, относилось к  Самарскому уезду Самарской губернии. С 1930  года действовал колхоз «Путь Ленина». В 2002 году колхоз «Путь Ленина» реорганизовали в СПК «Пензино».

## Население
Постоянное население составляло 529 человек в 2002 году (русские 61%) ,  527 в 2010 году.

## Известные уроженцы
Андрей (Комаров) — епископ Русской православной церкви.